# TVR Craiova
TVR Craiova este postul regional al Societății Române de Radiodifuziune (TVR), care emite în regiunea Olteniei. A fost înființat la 1 decembrie 1998, având sediul la Craiova. 
TVR Craiova este singurul post de televiziune din regiunea Olteniei cu acoperire în 7 județe: Dolj, Gorj, Olt, Vâlcea, Mehedinți, Argeș  și Teleorman.  
Este un post TV public, cu profil generalist, cu o grilă complexă de programe, îndeplinindu-și  astfel rolul său de bază – de a informa, distra și educa publicul telespectator.
TVR Craiova acoperă și evenimente  de anvergură din regiunea Olteniei, precum: festivaluri mari, concerte, susținând și campaniile naționale de interes public.
Grila TVR Craiova acoperă cerințele tuturor categoriilor de audiență, de toate vârstele, din toate mediile sociale, din toată zona Olteniei.

## Istoric
A început să emită pe 1 decembrie 1998 pentru regiunea Olteniei. 
TVR Craiova este un canal generalist - se adresează tuturor categoriilor de public - regional, însă prin producțiile difuzate de TVR 3 se adresează și publicului național. TVR Craiova evoluează pe o piață media regională, unde are avantajul de fi singurul post care acoperă editorial regiunea. 
Grila TVR Craiova este structurată în emisiuni si programe din domeniile educație, cultură, divertisment, artă, actualitate, sănătate, religie, rural, adresându-se unui segment de public omogen, cu vârsta cuprinsă între 18 și 64 ani, din toate categoriile sociale.

## Emisiuni
Regional Cafe
Liturghia de Duminică
Craiova, Capitală Culturală Europeană 2021
Spațiul deciziilor
Reporter sud
Cap de afiș
Pe masa presei
Caravana TVR 3
Telejurnal regional TVR Craiova
Vedere cu olteni
Țăst Show
Spirit și credință
La pas prin Oltenia
Satul
Tableta de sănătate
Cântec și poveste
Schimb de pase
Memoria locului
Cu cărțile pe față
În familie
Sărbătoare la zi mare
Oltenia la zi
Zi de vară, până-n seară / Seară deschisă
Întâlniri la feminin
Economica
Actual
Bună dimineața, Oltenia!

## Recepție
Concomitent cu emisia propriu-zis regională, din martie 2002, TVR Craiova reușește să acopere și o vastă regiune din sudul Dunării, teritorii unde există comunități de români. 
Din anul 2010, CNA obligă toate firmele de cablu să retransmită toate canalele TVR (în funcție de regiune) prin criteriul must-carry. Astfel TVR Craiova este preluat obligatoriu în județele: Olt, Vâlcea, Mehedinți, Gorj, Argeș, Dolj și Teleorman. 
În acest moment își transmite programele prin satelit, prin rețeaua națională terestră DVB-T2 pe multiplexul 1, prin cablu, cât și în cadrul canalului TVR3.